# Gelis robustus
Gelis robustus là một loài tò vò trong họ Ichneumonidae.